# Aeropuerto de Pérez Zeledón
El Aeropuerto de Pérez Zeledón (IATA: N/A, OACI: MRSI) es un aeropuerto que sirve a la ciudad de San Isidro de El General y Pérez Zeledón, Costa Rica. El aeropuerto está localizado 3 kilómetros al sureste del centro de San Isidro. Este aeródromo es también el punto de arribo para viajeros que eligen volar, tan cerca como sea posible, al Cerro Chirripó. Transporte por tierra es requerido de ahí en adelante.

## Destinos
| Destinos | Aeropuertos                              | Aerolíneas         |
| -------- | ---------------------------------------- | ------------------ |
| San José | Aeropuerto Internacional Juan Santamaría | SANSA (estacional) |

## Instalaciones
El aeródromo tiene una terminal con todas las comodidades para los pasajeros y aerolíneas locales, además cuenta con área de estacionamiento para aeronaves Clase B.